# 윈도우 XP의 제거된 기능
윈도우 2000 이후 윈도우 NT의 다음 버전이자 윈도우 미의 후속작으로서 윈도우 XP는 많은 새로운 기능을 도입했지만 일부 기능은 제거했다. 다음은 이들 목록이다.

## 셸
- 외부 플래시 저장 장치를 안전하게 마운트 해제하지 않고 제거할 때 사용자에게 경고하는 대화 상자가 제거되었다.[1]
- 데스크톱의 아이콘 정렬 명령이 제거되고 '그리드에 맞춤' 옵션으로 대체되었다.[2] 이 옵션은 토글 방식이기 때문에 바탕 화면 아이콘의 배치를 추가로 제약하지 않고 한 번만 정렬하려면 클릭을 한 번 더 해야 한다.[3]:47
- 작업 표시줄의 모든 창 최소화 명령이 제거되었다.[3]:76 대체품으로 알려진 '바탕 화면 보기'는 윈도우 2000에서 이 기능과 함께 존재했으며, 어쨌든 실제로 창을 최소화하는 대신 일시적으로 숨기기만 한다. 이 기능은 여전히 ⊞ Win+M 단축키를 통해 접근할 수 있지만 마우스를 통해서는 사용할 수 없다.
- 디스플레이 속성의 '모든 가능한 색상으로 아이콘 표시' (이전에 마이크로소프트 플러스! 95 및 윈도우 NT 4.0에 도입된 기능) 옵션이 제거되었다. 아이콘은 항상 모든 가능한 색상을 사용하여 표시된다. 마이크로소프트는 이것이 의도된 것이라고 말한다.[4]
- VGA 화면 해상도 및 8비트 색 깊이 옵션이 디스플레이 속성에서 제거되었다. 이 탭의 '고급' 버튼을 사용하여 이러한 옵션을 선택하는 것이 여전히 가능하지만, 마이크로소프트는 이 해결 방법이 지원되지 않는다고 말한다.[5]
- 명령 프롬프트에서 QuickEdit 모드와 Insert 모드가 기본적으로 비활성화되었다.[6]
- 전화 걸기[7] 및 NetMeeting[8] 링크가 시작 메뉴에서 제거되었다.
- '웹 탭'의 '내 액티브 데스크톱을 웹 페이지로 보기' 옵션이 제거되었다.

## 부팅
- 부트 로더에 있는 윈도우 2000에 대한 모든 언급이 단순히 "Windows"로 변경되었다.
- 부팅 화면 이전에 있던 "Starting Windows..." 메시지 및 관련 텍스트(윈도우 2000에 있었음)가 제거되었다. 컴퓨터가 최대 절전 모드에서 켜질 때 나타나는 "Resuming Windows..." 메시지 및 관련 텍스트는 남아 있지만, "Windows 2000" 언급이 "Windows"로 대체되었다(위 참조).
- 부팅 화면의 레이아웃이 변경되었다. 로고 자체 외에도 배경이 흰색에서 검은색으로 변경되었고, 진행 표시줄은 윈도우 2000에서 보이던 확정적 진행 표시줄에서 불확정 진행 표시줄로 변경되었으며, 윈도우 95, 98, Me 및 윈도우 2000 부팅 화면에 표시된 애니메이션 그라데이션 막대가 제거되었고, 윈도우 2000 부팅 화면의 "Starting up…" 및 "Built on NT Technology" 텍스트가 제거되었다.
- 클래식 로그인 화면(윈도우 2000에 있었음)의 "Built on NT Technology" 텍스트가 제거되었다.

## 개인 설정
- 윈도우 2000의 데스크톱 테마 유틸리티가 윈도우 XP의 디스플레이 속성 내 테마 탭으로 통합되면서, 마이크로소프트 플러스! 98에 도입된 후 윈도우 2000 및 윈도우 미에 포함되었던 데스크톱 테마의 '월별 테마 회전' 옵션과, 테마의 어떤 부분을 적용할지 선택하는 옵션, 테마 부분의 미리보기 기능이 모두 제거되었다.
- 윈도우 98 및 윈도우 미에 포함되었던 기존의 데스크톱 테마(야구, 위험한 생물, 컴퓨터 내부, 정글, 레오나르도 다빈치, 더 많은 윈도우, 미스터리, 자연, 과학, 우주, 스포츠, 60년대 미국, 황금 시대, 여행, 수중, 윈도우 98, 윈도우 밀레니엄)가 제거되었다. 윈도우 기본 테마는 윈도우 XP 및 윈도우 클래식으로 대체되었다.
- 윈도우 95-98, 윈도우 미, 윈도우 NT 4.0에 포함되었던 이전 배경화면 및 타일, 그리고 플러스! 배경화면이 제거되었다.
- 채널 화면 보호기 및 플러스! 테마의 화면 보호기가 제거되었다.
- 윈도우 95에 처음 포함되어 윈도우 미까지 포함되었던 유토피아 사운드 스킴이 제거되었다. 그럼에도 불구하고, 이 사운드 스킴의 파일은 여전히 윈도우 XP CD-ROM의 `i386` 폴더에 포함되어 있으며, CD-ROM에서 윈도우 XP에 수동으로 설치할 수 있다.
- 마이크로소프트 사운드, 그리고 윈도우 2000의 시작 및 종료 사운드(각각 윈도우 로그온 사운드 및 윈도우 로그오프 사운드라는 이름으로)는 윈도우 XP에 도입된 새로운 시작 및 종료 사운드로 대체되면서 제거되었다.
- 디스플레이 속성의 모양 탭에서 스킴을 저장하거나 삭제하는 것이 더 이상 불가능하다.
- 디스플레이 속성의 배경(9x/NT)/바탕 화면(XP) 탭에서 패턴을 선택하는 옵션이 제거되었다. 사용자는 레지스트리 편집기를 통해서만 패턴을 설정할 수 있다.[9]
- 3D FlowerBox, 3D Flying Objects, 3D Pipes 및 3D Text 화면 보호기가 OpenGL 대신 Direct3D를 사용하도록 업데이트되었다.
  - 3D Flying Objects 화면 보호기는 윈도우 3.1부터 사용된 기존 윈도우 로고를 윈도우 XP에 도입된 당시의 새 윈도우 로고로 대체하도록 업데이트되었으며, 3D Maze 및 Flying Windows 화면 보호기는 앞서 언급한 윈도우 로고 변경을 수용하도록 업데이트되지 않았기 때문에 완전히 제거되었다. 3D Pipes 찻주전자 이스터 에그도 윈도우 XP에서 제거되었다.

## 윈도우 탐색기
- 작은 아이콘 보기가 윈도우 탐색기에서 제거되었다.[10]
- 폴더의 웹 보기는 기본적으로 비활성화되었지만 레지스트리 편집을 통해 다시 활성화할 수 있다. 또한, 이 폴더 사용자 지정 마법사가 제거되었다.[11] 웹 보기 제거로 인해 드라이브를 열자마자 디스크 공간을 보여주는 원그래프를 더 이상 사용할 수 없다.[12]
- 상태 표시줄은 윈도우 2000과 달리, 윈도우 탐색기에서 탐색 창(폴더)이 켜져 있을 때 셸 네임스페이스 확장,[13] 이동식 드라이브,[14] 및 네트워크 공유의 폴더 경로를 탐색할 때 남은 여유 공간을 더 이상 표시하지 않는다. 로컬 드라이브의 경로에 대해서만 남은 여유 공간을 계속 표시한다. 이전에 언급된 웹 보기 관련 원형 차트 부족과 결합하여, 이는 이 세 가지 경우에 남은 공간의 양을 즉시 볼 수 없다는 것을 의미한다.
- '내 네트워크 환경'에서 '디렉터리' 아이콘이 제거되었다.[15]
- 윈도우 탐색기의 기본 정렬 순서가 변경되었지만 레지스트리 편집을 통해 복원할 수 있다.[16]

## 미디어 구성 요소
- 디럭스 CD 플레이어는 마이크로소프트 플러스! 98의 일부로 시작하여 윈도우 2000에 포함되었지만 제거되었다.[17] 업로드[18] 및 온디맨드 (자동과 반대되는) 다운로드 오디오 트랙 정보 및 트랙 미리보기를 포함한 일부 기능은 대체품인 윈도우 미디어 플레이어에서 사용할 수 없었다.
- DVD 플레이어는 이제 스텁으로 바뀌어 윈도우 미디어 플레이어를 단순히 여는 역할만 하므로 더 이상 사용할 수 없다.
- 윈도우 미디어 플레이어 버전 8에서 Musical Colors 시각화의 WinMe 3D 프리셋이 Ice Crystals로 대체되었다. 이름은 여전히 시각화 파일 내에 존재한다. 윈도우 미에 있었던 일부 이전 윈도우 미디어 플레이어 스킨은 완전히 제거되었다. Musical Colors는 서비스 팩 2부터 윈도우 XP 클린 설치 시 윈도우 미디어 플레이어 버전 9에 포함되지 않았지만, 플레이어가 버전 8에서 9로 업그레이드될 경우 유지된다.
- 이미징 포 윈도우가 제거되었다.[19] 이는 윈도우 사진 및 팩스 뷰어와 스캐너 및 카메라 마법사로 대체되었지만 이 두 프로그램에는 일부 고급 기능이 포함되어 있지 않다.[20]

## 프로토콜
- 이전 버전의 윈도우에 포함되어 있던 NetDDE[21] 및 NetBEUI[22]는 기본적으로 더 이상 설치되지 않지만, 윈도우 XP CD-ROM에서 수동으로 설치할 수 있다.
- DLC 네트워크 프로토콜은 더 이상 포함되지 않는다. 마이크로소프트는 다운로드를 제공했다.[23]
- 애플토크 프로토콜은 더 이상 포함되지 않으며, 마이크로소프트에서 다운로드할 수 없었다.[24]

## 하위 시스템
- 마이크로소프트 POSIX 서브시스템이 제거되었다.[25] 윈도우 서비스 포 유닉스를 대체품으로 사용할 수 있다.[26]
- 16비트 문자 기반 OS/2 애플리케이션을 지원하고 OS/2 1.x를 에뮬레이션하지만 OS/2 2.x 이상에서 사용되는 32비트 또는 그래픽 OS/2 애플리케이션은 지원하지 않는 마이크로소프트 OS/2 서브시스템이 제거되었다.[25]

## 하드웨어 지원
- 1.44 MB 이외의 용량을 가진 플로피 디스크에 대한 그래픽 및 명령줄 포맷 옵션이 모두 제거되었다.[27][28][29]
- 비-플러그 앤 플레이 네트워킹 장치, 예를 들어 모뎀 및 NIC에 대한 지원과 28.8 kbps보다 느린 모뎀에 대한 기본 지원이 제거되었다.[30]
- 시리얼 마우스 지원이 제거되었다.
- 여러 SCSI 호스트 어댑터가 더 이상 지원되지 않는다.[31]
- NEC의 PC-98 시리즈, i486 명령어 세트 및 실리콘 그래픽스의 Visual Workstation 320 및 540에 대한 지원이 제거되었다.[25]
- 새로운 프린터 설치는 사용자 모드 렌더링 구성 요소를 사용해야 한다.[21]

## 윈도우 9x
- 웹 TV 포 윈도우가 제거되었다.[32]
- 더블스페이스는 기본 NTFS 압축을 선호하여 제거되었다.[33]
- 윈도우 XP에 포함된 NT백업 도구는 윈도우 9x의 MSBackup 도구에서 사용할 수 있는 특정 백업 형식을 지원하지 않는다.[34]

## 이후 버전

### 서비스 팩 2
- 다음 Raw 소켓 기능이 제거되었다: TCP 네트워크 패킷 전송, 유효하지 않은 소스 네트워크 주소를 가진 UDP 패킷 전송, 로컬 주소 연결.[35]
- TCP 하프 오픈 연결 지원이 제거되었다.[36]
- 프로그램 관리자가 제거되고 윈도우 탐색기로 대체되었다. 실행 파일은 여전히 존재하지만, 탐색기로 리디렉션되는 스텁으로 대체되었다.
- 인터넷 익스플로러 6에서 라디오 도구 모음을 대체했던 미디어 바가 제거되었다.[37][38]
- 아웃룩 익스프레스에서 백그라운드 메시지 압축 기능이 제거되었다.[39] 서비스 팩 2의 아웃룩 익스프레스는 실행될 때마다 백 번째로 메시지를 자동으로 압축한다.
- 윈도우 XP의 오리지널 및 서비스 팩 1 릴리스에 이전에 포함되었던 데이비드 번의 "Like Humans Do" 라디오 편집본이 제거되었다.
- 윈도우 무비 메이커 샘플 파일(어린 남자가 세발자전거를 타고, 놀이터에서 놀다가 들판을 달리는 클립으로 구성된 짧은 비디오 파일)은 윈도우 무비 메이커 2.1을 처음 시작할 때 더 이상 생성되지 않는다. 이는 윈도우 XP의 오리지널 및 서비스 팩 1 릴리스에 포함된 윈도우 무비 메이커 1.1의 경우와 같았다.
- 윈도우 XP의 모든 에디션에 대한 부팅 화면은 윈도우 XP용 서비스 팩 2에서 SKU를 더 이상 표시하지 않는 새로운 화면으로 통합되었으며, 홈 에디션의 부팅 화면은 녹색 대신 파란색 진행 표시줄을 사용한다. 부팅 화면의 저작권 연도도 제거되었다.

### 서비스 팩 3
- 마이크로소프트에 따르면, 법적인 이유로 작업 표시줄의 주소 표시줄 도구 모음이 제거되었다. 윈도우 데스크톱 검색이 대체품으로 선전되었다.[40]
- 설치 시 부팅 디스크를 사용하여 부팅하는 기능이 제거되었다.
- 바탕 화면에 특수 인터넷 익스플로러 아이콘을 표시하는 옵션이 제거되었다.[41]
- 서비스 팩을 누적 설치하는 기능은 서비스 팩 3에서 더 이상 사용할 수 없다. 이는 최소한 서비스 팩 1이 먼저 설치되어야 하기 때문이다(윈도우 XP 미디어 센터 에디션 및 윈도우 XP 미디어 센터 에디션 2004의 경우 서비스 팩 2).[42][43] 그러나 누적 슬립스트리밍은 여전히 가능하며 지원된다.[44]
- 윈도우 95에 처음 도입되어 윈도우 XP 서비스 팩 2까지 포함되었던 디스플레이 속성 대화 상자의 에너지 스타 로고가 제거되었다.[45]
- Windows 정보(winver.exe) 상자의 저작권 정보가 "1985-2001"에서 "2007"으로 업데이트되었다. 그러나 배너 자체는 변경되지 않았다.

### 미디어 센터 에디션 2005
- 이 에디션이 윈도우 XP 프로페셔널에서 개발되었음에도 불구하고, 도메인 지원은 사용할 수 없다. 마이크로소프트는 이는 윈도우 미디어 센터 확장 장치가 빠른 사용자 전환을 요구하기 때문이라고 말한다.[46] 이에 대한 예외는 설치 중에 선택되거나 업그레이드 전에 이미 사용 중인 경우이지만, 도메인을 떠나면 해당 기능이 비활성화된다.
- 윈도우 XP에서는 숨겨져 있었고 윈도우 2000에 포함되어 있었으며 윈도우 95, 윈도우 NT 4.0 및 윈도우 98에 설치할 수 있었던 윈도우 미디어 플레이어 6.4가 제거되었다. 윈도우 XP에서도 숨겨져 있던 미디어 플레이어의 MCI 버전인 미디어 플레이어 5.1은 남아 있다.

## 같이 보기
- 윈도우 서버 2003